# Legea Kansas–Nebraska

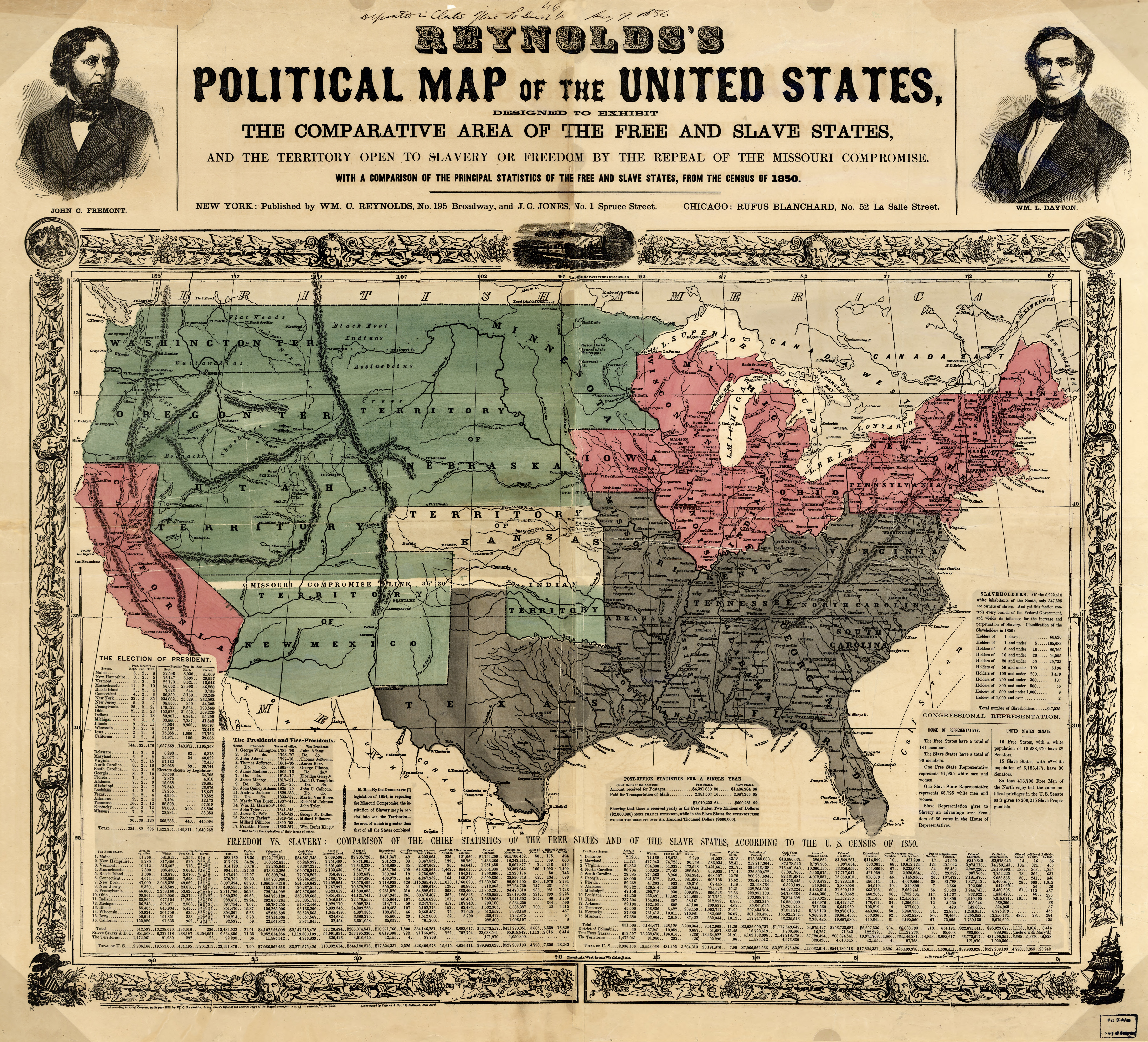
Această hartă din 1856 arată statele sclavagiste (gri), statele libere (roşu), teritoriile (verde) şi Kansasul în centru (alb).

Legea Kansas-Nebraska a fost o lege adoptată de Congresul Statelor Unite în 1854 prin care s-au înființat teritoriile Kansas și Nebraska, s-a abrogat Compromisul Missouri din 1820, și s-a permis coloniștilor din aceste teritorii să decidă dacă vor să permită sclavia în teritoriul lor. Scopul inițial al legii Kansas-Nebraska a fost crearea de oportunități pentru construirea unei căi ferate transcontinentale. Ea a devenit problematică atunci când propunerea a preluat principiul suveranității populare. Legea a fost gândită de senatorul democrat Stephen A. Douglas din Illinois.
Legea a decis ca coloniștii să poată vota pentru a decide dacă să permită sau nu sclavia, în numele „suveranității populare” sau a dreptului poporului de a conduce. Douglas a sperat că așa se vor liniști relațiile dintre Nord și Sud, deoarece Sudul putea extinde sclavia în noile teritorii, dar cei din Nord încă avea dreptul de a o aboli în statele lor. Adversarii săi însă au denunțat legea ca fiind o concesie acordată sclavagismului Sudului. Nou formatul Partid Republican, înființat pe baza opoziției la această lege, și-a propus oprirea expansiunii sclaviei, și a devenit curând forța politică dominantă în Nord.